# Schrijversblok

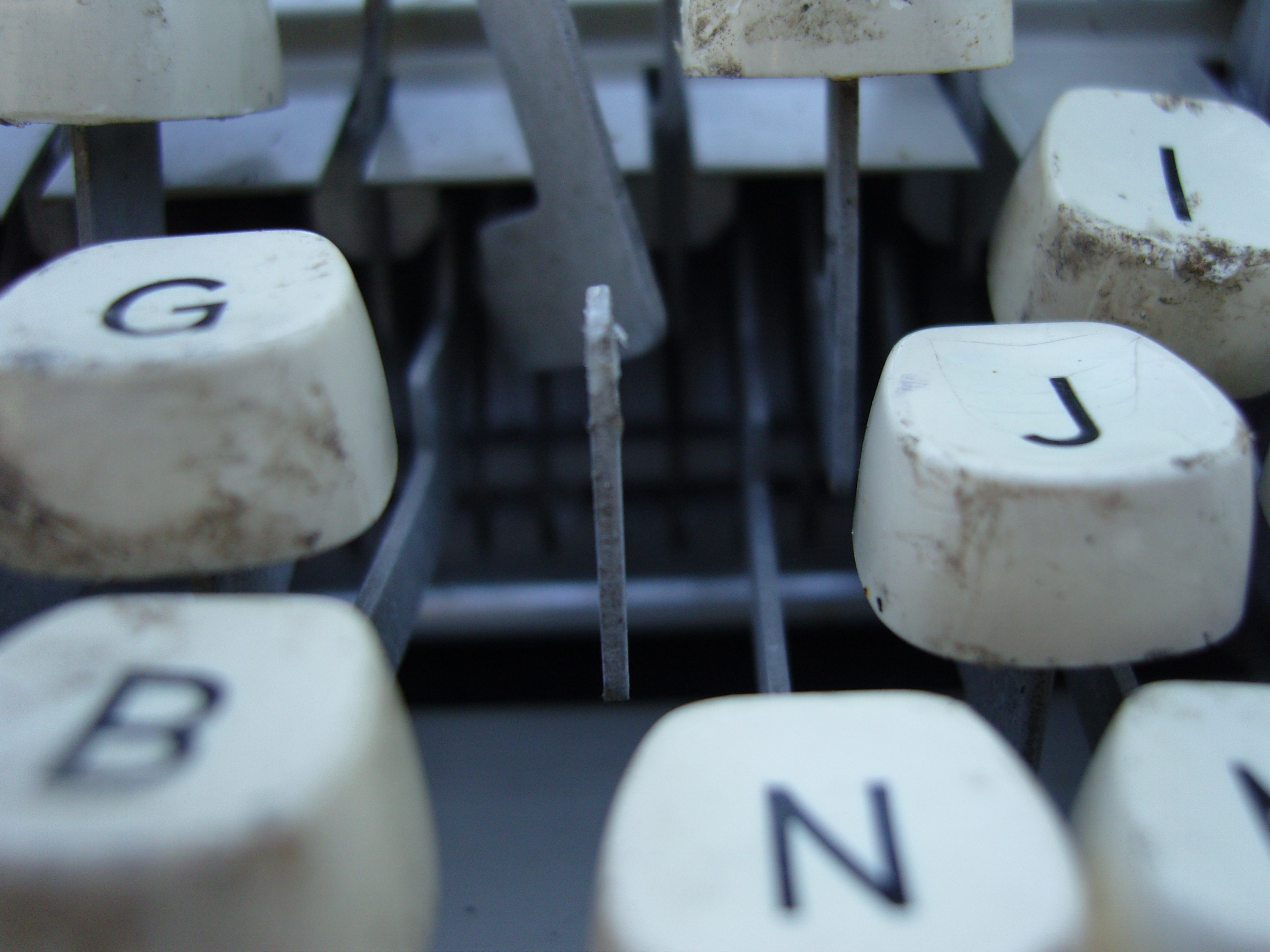

Schrijversblok (Engels: writer's block) is het tijdelijke onvermogen van een schrijver of componist om tot schrijven te komen.
Het (creatieve) schrijfproces verloopt deels onwillekeurig. De schrijver is gedeeltelijk afhankelijk van factoren die niet onder zijn controle vallen, wat soms leidt tot een (tijdelijk) verlies van inspiratie. Men spreekt over schrijversblok als het om een flinke tijdsspanne van niet kunnen schrijven gaat. Dit overkwam de componist Sergej Rachmaninov, de schrijver Maarten Biesheuvel een flink aantal jaren, alsook de Surinaamse auteur Paul Marlee. 
Wanneer het enkel gaat om een korte tijd ('de angst voor de  witte bladzijde') gebruikt men de term niet, en evenmin als het gaat om een crisis die terug te voeren is op problemen van psychiatrische aard, zoals Leo Ferrier en Edgar Cairo die lange tijd kenden.